# Perittia falciferella
Perittia falciferella – gatunek motyli z rodziny Elachistidae.
Gatunek ten opisali w 2009 roku Virginijus Sruoga i Jurate De Prins na podstawie trzech samic wyhodowanych z min na liściach nieoznaczonej rośliny jednoliściennej.
Motyl o białawym czole i szarobrązowych głaszczkach wargowych, tułowiu i tegulach. Łuski na ciemieniu, szyi i biczykach czułków są szarawobrązowe z białym poprzecznym paskiem oddzielającym ciemniejszy wierzchołek. Przednie skrzydła mają rozpiętość od 7,3 do 8,1 mm, ubarwione są szarawobrązowo z wierzchołkami łusek szarawymi lub brązowymi oraz z kropkami z łusek czarniawobrązowych. Skrzydła tylne oraz strzępiny obu par są brązowawoszare. Narządy rozrodcze samicy cechuje torebka kopulacyjna o znamieniu wydłużonym, sierpowatym, opatrzonym pokrytą drobnymi kolcami, poprzeczną, słabo zesklerotyzowaną płytką.
Owad afrotropikalny, znany tylko z lasu Kakamega w Kenii.